# هماوردی لوتون تاون و واتفورد
باشگاه‌های فوتبال جنوب شرقی انگلیس، لوتون تاون و واتفورد، از زمان تشکیل دو باشگاه در اواخر قرن نوزدهم، رقیب یکدیگر بوده‌اند. این دو باشگاه به ترتیب از لوتون در بدفوردشر و واتفورد در هارتفوردشیر هستند و از این رو، گاهی رقابت بین این دو تیم دربی «بدز–هرتس» نامیده می‌شود. نام دیگری که گاهی در مطبوعات استفاده می‌شود «ام۱ دربی» است؛ این نام از آزادراه ام۱ می‌آید که از هر دو شهر می‌گذرد.
هر دو باشگاه در دهه ۱۸۸۰ تأسیس شدند (واتفورد در ۱۸۸۱ و لوتون تاون در سال ۱۸۸۵)، و ۵ دسامبر ۱۸۸۵، تاریخ برگزاری اولین بازی ثبت شده میان آنهاست. در این بازی دوستانه به میزبانی ویکاریج میدو، واتفورد روورز با یک گل لوتون تاون را شکست داد. در دور سوم انتخابی از سری رقابت‌های جام حذفی ۹۹–۱۸۹۸ به تاریخ ۲۹ اکتبر ۱۸۹۸، دو باشگاه به قرعه یکدیگر رسیدند و اولین بازی رسمی میان آنها ثبت شد. دانستبل رود، پذیرای این بازی و تساوی ۲–۲ نتیجه آن بود. چهار روز بعد، بازی تکراری در کَسیو رُود برگزار و لوتون تاون با یک گل پیروز شد. از آن زمان تاکنون، ۱۱۹ دربی رسمی بدز–هرتس برگزار شده و لوتون تاون با ۵۴ پیروزی در مقابل ۳۷ پیروزی واتفورد، از این نظر برتر است. پیروزی ۵–۰ لوتون تاون به تاریخ ژانویه ۱۹۲۶ در کنیل‌ورث رود، بزرگ‌ترین پیروزی یک تیم در این هماورد است. در سپتامبر ۱۹۲۹، لوتون تاون در ویکاریج رود و در اکتبر ۱۹۹۷، واتفورد در کنیل‌ورث رود، هر دو با نتیجه یکسان ۴–۰ پیروز شدند.
واتفورد و لوتون تاون به‌طور منظم در لیگ جنوبی به مصاف هم می‌رفتند و پس از تشکیل دسته سوم جنوبی در فصل ۱۹۲۰–۱۹۲۱، رقابتشان ادامه داشت تا آنکه در فصل ۳۷–۱۹۳۶، لوتون تاون به دسته دوم صعود کرد. این علت و آغاز جنگ جهانی دوم، سبب وقفه در رقابت‌های میان آنها شد تا آنکه در فصل ۶۴–۱۹۶۳، بار دیگر در دسته سوم هماورد هم شدند. خصومت میان این دو باشگاه، اعم از بازیکنان و هواداران، در اواخر دهه ۱۹۶۰ و ۱۹۷۰ تشدید شد و در دهه ۱۹۸۰؛ زمانی که هر دو تیم به دسته اول لیگ فوتبال رسیدند، به اوج خود رسید. واتفورد در پایان فصل ۸۸–۱۹۸۷ سقوط کرد و لوتون تاون چهار سال بعد از آنها. در طول دهه ۱۹۹۰، دو تیم به مدت شش فصل در دسته‌های دوم و سوم فوتبال انگلیس با یکدیگر بازی کردند.
در پایان فصل ۹۸–۱۹۹۷، واتفورد به دسته دوم صعود کرد و تعداد بازی‌های میان دو تیم کاهش یافت، چراکه در ۲۱ فصل گذشته، واتفورد در دسته‌های بالاتر از لوتون تاون بازی کرده‌است. در شانزده فصل گذشته، تنها چهار دیدار از رقابت‌های لیگ بین دو تیم برگزار شد و آن هم در دو فصل ۰۶–۲۰۰۵ و ۲۱–۲۰۲۰ در دسته چمپیونشیپ، سطح دوم از فوتبال انگلیس بود. در طول فصل ۰۶–۲۰۰۵، واتفورد ۲–۱ در خانه پیروز شد و بازی برگشت، ۱–۱ مساوی شد. در انتهای آن فصل، واتفورد بار دیگر صعود کرد. در طول فصل ۲۱–۲۰۲۰، واتفورد با یک گل در خانه‌اش پیروز و لوتون تاون با همین نتیجه در بازی برگشت پیروز شد؛ بنابراین امتیازات آن فصل تقسیم شد. اما با قطعی شدن صعود واتفورد به لیگ برتر برای فصل ۲۲–۲۰۲۱، این دربی به نقطه سکون دیگری رسید.

## تاریخچه

### اولین بازی‌ها
۵ دسامبر ۱۸۸۵، تاریخ برگزاری اولین بازی بین دو باشگاه است و در قالب یک بازی دوستانه، واتفورد روورز میزبان لوتون تاون بود و با نتیجه ۱–۰ لوتون را در خانه‌اش، ویکاریج میدو، شکست داد. اولین بازی در دالو لین لوتون در ۲۰ مارس ۱۸۸۶ برگزار شد و واتفورد ۳–۰ پیروز شد. در ۱۶ اکتبر همان سال در ویکاریج میدو، اولین پیروزی لوتون با نتیجه ۴–۱ ثبت شد. در طول فصل ۹۲–۱۸۹۱ دو بازی دوستانه میان لوتون تاون و وست هرتس؛ نامی که در آن زمان واتفورد با آن شناخته می‌شد برگزار شد و وست هرتس ۴–۳ در لوتون پیروز و بازی در خانه وست هرتس مساوی شد. در طول سه فصل، پنج بازی دوستانه دیگر میانشان برگزار شد که لوتون پیروز همگی بود.
در دهه ۱۹۳۰ گمان می‌شد که یک کارخانه واکسول در واتفورد ساخته شود، اما به دلیل محبوبیت ون لوتون در آن زمان، تصمیم گرفته شد که کارخانه در لوتون ساخته شود.

### لیگ جنوبی
تا فصل ۹۵–۱۸۹۴، لوتون تاون در هیچ لیگ حضور نداشت و آن سال به لیگ جنوبی پیوست و دو سال بعد وست هرتس به آنها ملحق شد، اما از آنجایی که لوتون تاون در همان سال این لیگ را ترک کرده بود تا به لیگ دیگری بپیوندد، دیداری در لیگ نداشتند. اولین دیدار رسمی دو باشگاه در ۲۹ اکتبر ۱۸۹۸ برگزار شد و در مرحله سوم مقدماتی جام حذفی ۹۹–۱۸۹۸، دو تیم به تساوی ۲–۲ رسیدند. این تساوی، منجر به برگزاری دیدار تکراری بلافاصله پس از آن شد و لوتون با نتیجه ۱–۰ در واتفورد پیروز شد. در فصل بعد، لوتون دوباره مقابل واتفورد به تساوی رسید و این بار لوتون، ۳–۲ واتفورد را شکست داد.
لوتون در سال ۱۹۰۰ مجدداً به لیگ جنوبی پیوست، و پس از آن بود که دیدار میان این دو به یک مسابقه معمولی در تقویم لیگ جنوبی تبدیل شد. به جز فصل‌های ۰۵–۱۹۰۳، ۱۳–۱۹۱۲ و ۱۴–۱۹۱۳ که باشگاه‌ها در دسته‌های مختلف رقابت کردند، هر سال دو دربی برگزار می‌شد. لوتون رکورددار پیروزی بود و در مجموع دیدارهایشان در لیگ جنوبی، ۱۳ به ۸ برد نسبت به واتفورد برتری داشت. در فصل ۲۱–۱۹۲۰، زمانی که دسته اول جنوبی با عنوان دسته سوم لیگ فوتبال ادغام شد، هر دو باشگاه به عضویت لیگ فوتبال درآمدند.

### لیگ فوتبال
در این دسته، مسابقات دربی به‌طور منظم تا سال ۱۹۳۷ برگزار می‌شد تا آنکه لوتون صعود کرد. دو تیم در جام فلادلیت حرفه‌ای جنوبی در فصل ۵۷–۱۹۵۶ به هم رسیدند که لوتون در کنیل‌ورث رود با نتیجه ۴–۳ برنده شد، و تنها دیداری بود که تا فصل ۶۴–۱۹۶۳ داشتند، تا آنکه لوتون به دسته سوم بازگشت. لوتون در یک قدمی سقوط کرد، اما در آخرین بازی خانگی فصل مقابل واتفورد، ۲–۱ پیروز شد تا هم بقایش را تضمین کند و هم صعود واتفورد را ملغی کند. لوتون یک سال بعد به دسته چهارم سقوط کرد و واتفورد در هر دو بازی که در یک دوره دو روزه در کریسمس برگزار شد پیروز شد. بازی در کنیل‌ورث رود با نتیجه ۴–۲ به نفع واتفورد به پایان رسید و دو روز بعد در ویکاریج رود ۲–۰ پیروز شد. تا فصل ۶۸–۱۹۶۷، لوتون صعود نکرد و به همین سبب تا آن زمان هیچ بازی دیگری میانشان برگزار نشد.

#### افرایش رقابت‌ها
در فصل ۶۹–۱۹۶۸ واتفورد به عنوان قهرمان دسته سوم صعود کرد، در حالیکه تقریباً کل فصل را صدرنشین بود. با افزایش تعداد بازی‌ها، آمار خشونت هواداران دو تیم افزایش یافت. واتفورد در اولین مسابقه لیگ با لوتون در آن فصل با یک گل در خانه پیروز شد. بازی برگشت در خانه لوتون در ابتدا در باکسینگ دی برگزار شد، اما به دلیل مه در حالیکه با تساوی ۱–۱ در جریان بود، متوقف شد. این بازی سرانجام پس از چند بار به تعویق افتادن در ۳۰ آوریل ۱۹۶۹ انجام شد، آن هم‌زمانی که واتفورد به عنوان قهرمان صعودش قطعی شده‌بود. این بازی با خشونت همراه بود و سه بازیکن؛ دو نفر از لوتون و یک نفر از واتفورد اخراج شدند و لوتون ۲–۱ پیروز آن بود. پس از بازی حوادثی بین طرفداران در سنت البنز رخ داد، شهری که بین لوتون و واتفورد است و هوادارانی از هر دو تیم دارد. لوتون یک سال بعد به دسته دوم صعود کرد تا دربی زنده بماند. با این حال، سقوط واتفورد در فصل ۷۲–۱۹۷۱ یک بار دیگر به این رقابت پایان داد.

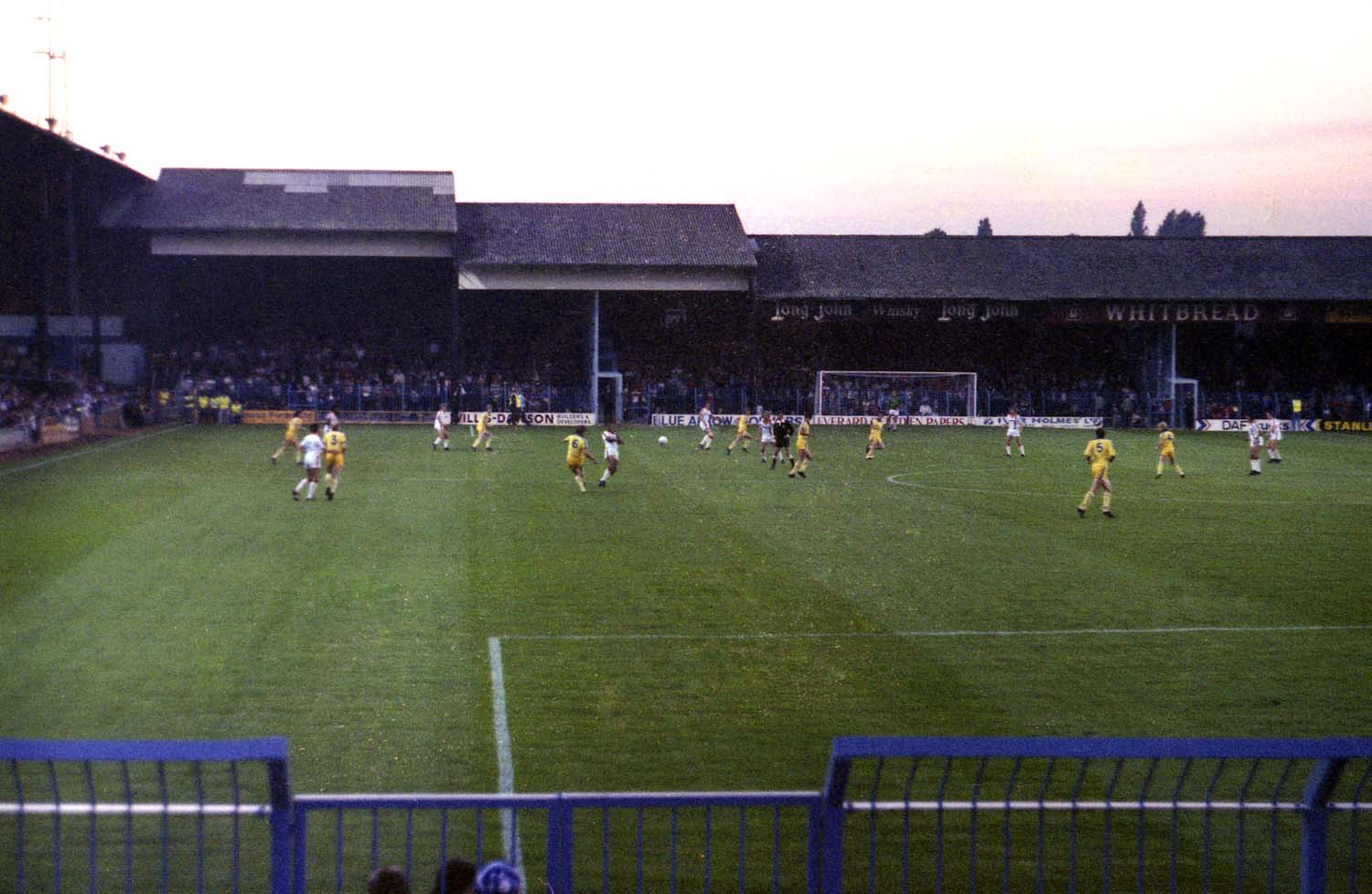
ورزشگاه خانگی لوتون تاون، کنیل‌ورث، ۱۹۸۰

دو تیم تا فصل ۸۰–۱۹۷۹ بازی نداشتند، تا آنکه واتفورد به سطح دوم صعود کرد. در ۸۲–۱۹۸۱، لوتون قهرمان دسته دوم و واتفورد نایب قهرمان شد و هر دو تیم به دسته اول صعود کردند. در اولین فصل حضورشان در بالاترین سطح از فوتبال انگلستان، واتفورد به‌طور قابل‌توجهی بهتر از لوتون عمل کرد و پس از لیورپول قهرمان، نایب قهرمان شد و به جام یوفای فصل بعد راه یافت و در راه این نایب قهرمانی، لوتون را با نتیجه ۵–۲ در خانه شکست داد. در سوی دیگر، لوتون تنها در آخرین دقیقه از آخرین بازی فصل از سقوط اجتناب کرد. دربی ۲۸ آوریل ۱۹۸۴، رقابت میان دو تیم را تشدید کرد. علیرغم پیروزی ۲–۱ واتفورد، کاپیتان ویلف روسترون پس از یک سری تکل‌های بد از بازیکنان لوتون اخراج شد و فینال جام حذفی ۱۹۸۴ را از دست داد. اگرچه واتفورد تیم محبوب آن فینال بود، اما جام را ۲–۰ به اورتون باخت و حتی تا به امروز، اکثر هواداران واتفورد، مقصر باختشان را غیبت روسترون و در حقیقت لوتون می‌دانند.
این دربی تا فصل ۸۸–۱۹۸۷ ادامه یافت تا آنکه واتفورد سقوط کرد. لوتون در فصل ۹۲–۱۹۹۱ به دسته دوم سقوط کرد و بار دیگر دو تیم هماورد هم شدند. حتی در فصل ۹۶–۱۹۹۵ دو باشگاه با هم سقوط کردند. در فصل ۹۸–۱۹۹۷، واتفورد قهرمان سطح سوم از فوتبال انگلستان، دسته دوم لیگ فوتبال شد و در این راه، دربی را ۴–۰ در خانه پیروز شد؛ هر چهار گل در ۳۲ دقیقه اول بازی به ثمر رسید. خشونت هواداران در این بازی بیشتر بود، هواداران لوتون سعی کردند از خروج هواداران واتفورد از زمین جلوگیری کنند و درگیری‌های کوچکی در نزدیکی ایستگاه راه‌آهن رخ داد. در نتیجه، بازی برگشت در ویکاریج رود با حضور گسترده پلیس برگزار شد تا خشونت‌های اکتبر تکرار نشود. این بازی با تساوی ۱–۱ به پایان رسید. صعود واتفورد در پایان آن فصل، بار دیگر رقابت دو تیم را متوقف کرد.

#### قرن بیست‌ویکم

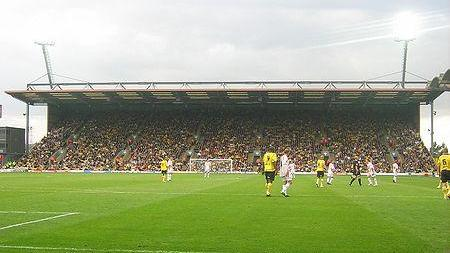
جایگاه روکری در ورزشگاه ویکاریج رود واتفورد در سال ۲۰۰۷

دیدار دو تیم در جام اتحادیه با میزبانی ویکاریج رود به تاریخ ۱۰ سپتامبر ۲۰۰۲ با هولیگانیسم همراه بود (که بیشتر، عدم آمادگی پلیس را دلیل آن می‌دادند، چرا که قبل از مسابقه به آنها هشدار داده شده بود که مشکلی پیش خواهد آمد) و همچنین درگیری‌هایی در مرکز شهر واتفورد، ایستگاه راه‌آهن و نزدیک به زمین فوتبال قبل از مسابقه رخ داد. قبل از بازی، هواداران لوتون چندین بار به زمین هجوم بردند که باعث شد که بازی با یک ربع تأخیر آغاز شود. برنامه‌ریزی برای یک دقیقه سکوت به مناسبت سالگرد حملات ۱۱ سپتامبر نیز انجام نشد. این بازی نهایتاً با پیروزی ۲–۱ لوتون خاتمه یافت. پس از بازی، ۲۹ هوادار تحت تعقیب قرار گرفتند. ۲۵ نفر از لوتون که برخی از آنها مادام العمر از حضور در تمام ورزشگاه‌های فوتبال محروم شدند و چهار نفر از واتفورد.
زمانی که لوتون با قهرمانی در لیگ یک به چمپیونشیپ صعود کرد، دو باشگاه برای مدت کوتاهی در یک دسته قرار گرفتند و دربی در فصل ۰۶–۲۰۰۵ از سر گرفته شد. این بار پلیس تلاش داشت تا وقایع سال ۲۰۰۲ تکرار نشود. واتفورد در ۲ ژانویه ۲۰۰۶ در کنیل‌ورث رود ۲–۱ پیروز شد و بازی برگشت در ۹ آوریل در ویکاریج رود به تساوی ۱–۱ رسید. واتفورد فصل را با صعود به لیگ برتر به پایان رساند، در حالی که لوتون دهم شد. واتفورد در پایان فصل ۰۷–۲۰۰۶ به چمپیونشیپ و لوتون همزمان به سطح سوم فوتبال انگلستان سقوط کردند. در فصل ۰۸–۲۰۰۷، سقوط لوتون تا سطح چهارم ادامه پیدا کرد و یک سقوط دیگر در فصل ۰۹–۲۰۰۸ آنها را به کنفرانس برتر؛ کاملاً خارج از لیگ فوتبال، رساند که تا حد زیادی به دلیل سوء مدیریت مالی بود.
پس از صعود واتفورد به لیگ برتر در پایان فصل ۱۵–۲۰۱۴ و با ماندگاری در این لیگ، تفاوت مالی دو باشگاه به شکل قابل توجهی افزایش یافت. در پایان فصل ۲۰–۲۰۱۹، گردش مالی واتفورد حدود ۲۶۰ میلیون پوند بود و این باشگاه در رده بیست و هشتمین باشگاه فوتبال ثروتمند جهان قرار گرفت. در مقایسه، لوتون گردش مالی کمی داشت که هر پیشرفتی را به شدت محدود می‌کرد. این فاصله را می‌توان در ورزشگاه‌های دو باشگاه نیز مشاهده کرد؛ واتفورد در ده سال گذشته هزینه‌های زیرساختی هنگفتی را برای ویکاریج رود در نظر گرفته‌است که منجر شد ظرفیت فعلی آن به ۲۳۷۰۰ نفر برسد و تا فصل ۲۲–۲۰۲۱ به ۳۰۹۰۰ نفر افزایش می‌یابد، در حالی که کنیل‌ورث رودِ لوتون، تنها ۹۲۵۰ نفر ظرفیت دارد. لوتون امیدوار بود برای فصل ۲۴–۲۰۲۳ به ورزشگاه جدیدی نزدیک‌تر به مرکز شهر که به عنوان «ورزشگاه پاور کورت» شناخته می‌شود، نقل مکان کند، اما تا پایان فصل ۲۱–۲۰۲۰ این برنامه هیچ پیشرفتی نداشته‌است. واتفورد در عین حال در اوایل سال ۲۰۲۰ اعلام کرد ممکن است به یک ورزشگاه جدید ۳۰۰ میلیون پوندی ۳۳۰۰۰ نفری با سالن ۶۰۰۰ نفری و مجموعه هتل با ۲۰۰ اتاق در باشگاه گلف بوشی، نقل مکان کنند اما برنامه‌ها هنوز در مراحل ابتدایی هستند.
در پایان فصل ۲۰–۲۰۱۹، لوتون بیش از ۲۶ سال بود که در یک بازی لیگ مقابل واتفورد پیروز نشده بود (از ۱۷ سپتامبر ۱۹۹۴، نه بازی داشتند که سه برد برای واتفورد و شش بازی مساوی شد) و برای بیش از ۱۸ سال در هیچ رقابت رسمی مقابل واتفورد پیروز نشد. (از ۱۰ سپتامبر ۲۰۰۲، سه مسابقه داشتند که دو برد برای واتفورد و یک تساوی حاصلش بود).
از سال ۱۹۹۷، واتفورد در پایان هر فصل رتبه بالاتری داشته‌است و در ۲۹ فصل از ۳۰ فصل گذشته، تنها در فصل ۹۷–۱۹۹۶، لوتون لیگ را در رتبه‌ای بالاتر از واتفورد پایان داد.
در آخرین روز از فصل ۲۰–۲۰۱۹، لوتون خود را در چمپیونشیپ ماندگار کرد و واتفورد از لیگ برتر سقوط کرد و برای فصل ۲۱–۲۰۲۰، رقابت لیگ بین این دو باشگاه برای اولین بار در طی ۱۶ فصل گذشته از سر گرفته شد. اگرچه با همه‌گیری کووید-۱۹، هواداران از تماشای مسابقات در ورزشگاه محروم شدند. ویکاریج رود در روز شنبه، ۲۶ سپتامبر، پذیرای اولین بازی بین رقبا بود و واتفورد با تک‌گل ژوائو پدرو در دقیقه ۳۵ پیروز شد اگرچه، زمانیکه ضربه جیمز کالینز به تیر دروازه برخورد کرد، لوتون نیز یک فرصت عالی را از دست داد. این نتیجه برای لوتون چندان ناامیدکننده نبود، چراکه در این مسابقه شوتی به سمت دروازه نداشت و اگر عملکرد عالی دروازه‌بان آنها، اسلوگا نبود، با اختلاف بیشتری شکست می‌خورد. بازی برگشت در کنیل‌ورث رود به تاریخ ۱۷ آوریل ۲۰۲۱ برگزار شد و لوتون با یک پنالتی از جیمز کالینز در دقیقه ۷۸، بازی را به سود خود پایان داد. لوتون کاملاً بر این بازی مسلط بود و واتفورد حتی یک شوت در چهارچوب هم نداشت. امتیازات دربی در این فصل تقسیم شد، اما با صعود واتفورد به لیگ برتر برای فصل ۲۲–۲۰۲۱، دوران وقفه دیگری در این دربی آغاز شد.

## آمار و ارقام

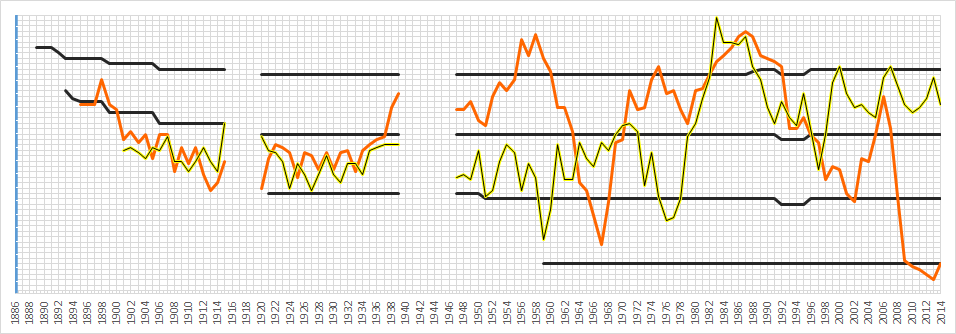
رتبه‌های نهایی لوتون تاون در لیگ، با خط نارنجی نشان داده شده و برای واتفورد، با خط زرد و سیاه، تا پایان فصل ۱۴–۲۰۱۳ از لیگ فوتبال. لوتون روند افولی داشته، درحالیکه واتفورد پیوسته صعود داشته و رتبه‌های بالاتری در جدول لیگ کسب کرده‌است.خطوط سیاه دسته‌های لیگ فوتبال را نمایش می‌دهد.

از اولین دیدار دو تیم در سال ۱۸۹۸ تا ۲۶ سپتامبر ۲۰۲۰، زمانی که واتفورد با نتیجه ۱–۰ در یک بازی لیگ پیروز شد، ۱۱۹ دیدار رسمی درجه اول بین دو تیم انجام شده‌است.

### آمار رودررو بر پایه رقابت‌ها
| نتیجه      | لیگ فوتبال | لیگ جنوبی | جام حذفی | جام اتحادیه | سایر | مجموع |
| ---------- | ---------- | --------- | -------- | ----------- | ---- | ----- |
| لوتون تاون | ۳۲         | ۱۳        | ۵        | ۲           | ۱    | ۵۳    |
| تساوی      | ۱۹         | ۵         | ۴        | ۰           | ۱    | ۲۹    |
| واتفورد    | ۲۶         | ۸         | ۲        | ۰           | ۱    | ۳۷    |

### مقایسه افتخارات و دستاوردها
| تیم        | تعداد فصل‌ها در سطح اول                             | بهترین رتبه در سطح اول | جام حذفی | جام اتحادیه                                | جام یوفا          |
| ---------- | -------------------------------------------------- | ---------------------- | --- | ------------------------------------------ | ----------------- |
| لوتون تاون | ۱۶ (۶۰–۱۹۵۵، ۷۵–۱۹۷۴، ۹۲–۱۹۸۲)                     | هفتم (۸۷–۱۹۸۶)         | فینالیست (۱) (۵۹–۱۹۵۸)نیمه-فینالیست (۴) (۵۹–۱۹۵۸، ۸۶–۱۹۸۵، ۸۸–۱۹۸۷، ۹۴–۱۹۹۳)                                     | قهرمان (۱) (۸۸–۱۹۸۷)فینالیست (۲) (۸۹–۱۹۸۸) | [ یادداشت ۱ ]     |
| واتفورد    | ۱۴ (۸۸–۱۹۸۲، ۲۰۰۰–۱۹۹۹، ۰۷–۲۰۰۶، ۲۰–۲۰۱۵، ۲۲–۲۰۲۱) | دوم (۸۳–۱۹۸۲)          | فینالیست (۲) (۸۴–۱۹۸۳، ۱۹–۲۰۱۸)نیمه-فینالیست (۷) (۷۰–۱۹۶۹، ۸۴–۱۹۸۳، ۸۷–۱۹۸۶، ۰۳–۲۰۰۲، ۰۷–۲۰۰۶، ۱۶–۲۰۱۵، ۱۹–۲۰۱۸) | نیمه-فینالیست (۲) (۷۹–۱۹۷۸، ۰۵–۲۰۰۴)       | دور سوم (۸۴–۱۹۸۳) |

## فهرست کامل نتایج
تنها رقابت‌های رسمی.

### لوتون تاون در خانه
نتایج لوتون تاون در ابتدا آمده‌است.
| تاریخ           | ورزشگاه     | نتیجه | رقابت             |
| --------------- | ----------- | ----- | ----------------- |
| ۲۹ اکتبر ۱۸۹۸   | دانستبل رود | ۲–۲   | جام حذفی          |
| ۱۸ نوامبر ۱۸۹۹  | دانستبل رود | ۳–۲   | جام حذفی          |
| ۲۹ سپتامبر ۱۹۰۰ | دانستبل رود | ۲–۰   | لیگ جنوبی دسته. ۱ |
| ۷ دسامبر ۱۹۰۱   | دانستبل رود | ۱–۰   | لیگ جنوبی دسته. ۱ |
| ۷ مارس ۱۹۰۳     | دانستبل رود | ۴–۱   | لیگ جنوبی دسته. ۱ |
| ۱۴ نوامبر ۱۹۰۳  | دانستبل رود | ۴–۱   | جام حذفی          |
| ۱۴ سپتامبر ۱۹۰۴ | دانستبل رود | ۲–۱   | لیگ جنوبی دسته. ۱ |
| ۲۶ دسامبر ۱۹۰۵  | کنیل‌ورث رود | ۲–۰   | لیگ جنوبی دسته. ۱ |
| ۲۵ دسامبر ۱۹۰۶  | کنیل‌ورث رود | ۲–۰   | لیگ جنوبی دسته. ۱ |
| ۲۵ دسامبر ۱۹۰۷  | کنیل‌ورث رود | ۱–۱   | لیگ جنوبی دسته. ۱ |
| ۲۶ دسامبر ۱۹۰۸  | کنیل‌ورث رود | ۱–۰   | لیگ جنوبی دسته. ۱ |
| ۱۵ سپتامبر ۱۹۰۹ | کنیل‌ورث رود | ۴–۲   | لیگ جنوبی دسته. ۱ |
| ۲۷ دسامبر ۱۹۱۰  | کنیل‌ورث رود | ۳–۱   | لیگ جنوبی دسته. ۱ |
| ۲۵ دسامبر ۱۹۱۱  | کنیل‌ورث رود | ۱–۱   | لیگ جنوبی دسته. ۱ |
| ۵ آوریل ۱۹۱۵    | کنیل‌ورث رود | ۰–۲   | لیگ جنوبی دسته. ۱ |
| ۵ آوریل ۱۹۲۰    | کنیل‌ورث رود | ۱–۲   | لیگ جنوبی دسته. ۱ |
| ۲۸ مارس ۱۹۲۱    | کنیل‌ورث رود | ۱–۰   | دسته سوم جنوب     |
| ۱ آوریل ۱۹۲۲    | کنیل‌ورث رود | ۱–۱   | دسته سوم جنوب     |
| ۲۵ نوامبر ۱۹۲۲  | کنیل‌ورث رود | ۰–۱   | دسته سوم جنوب     |
| ۳ نوامبر ۱۹۲۳   | کنیل‌ورث رود | ۰–۰   | دسته سوم جنوب     |
| ۲۶ دسامبر ۱۹۲۴  | کنیل‌ورث رود | ۰–۳   | دسته سوم جنوب     |
| ۲۳ ژانویه ۱۹۲۶  | کنیل‌ورث رود | ۵–۰   | دسته سوم جنوب     |
| ۱۹ مارس ۱۹۲۷    | کنیل‌ورث رود | ۲–۲   | دسته سوم جنوب     |
| ۴ فوریه ۱۹۲۸    | کنیل‌ورث رود | ۳–۲   | دسته سوم جنوب     |
| ۲ مارس ۱۹۲۹     | کنیل‌ورث رود | ۲–۲   | دسته سوم جنوب     |
| ۱۸ ژانویه ۱۹۳۰  | کنیل‌ورث رود | ۲–۰   | دسته سوم جنوب     |
| ۲۸ ژانویه ۱۹۳۱  | کنیل‌ورث رود | ۴–۱   | دسته سوم جنوب     |
| ۱۷ اکتبر ۱۹۳۱   | کنیل‌ورث رود | ۰–۱   | دسته سوم جنوب     |
| ۲۶ آوریل ۱۹۳۳   | کنیل‌ورث رود | ۳–۲   | دسته سوم جنوب     |
| ۲۱ اکتبر ۱۹۳۳   | کنیل‌ورث رود | ۲–۱   | دسته سوم جنوب     |
| ۱۰ نوامبر ۱۹۳۴  | کنیل‌ورث رود | ۲–۲   | دسته سوم جنوب     |
| ۲۹ فوریه ۱۹۳۶   | کنیل‌ورث رود | ۲–۱   | دسته سوم جنوب     |
| ۱۷ اکتبر ۱۹۳۶   | کنیل‌ورث رود | ۴–۱   | دسته سوم جنوب     |
| ۷ نوامبر ۱۹۵۶   | کنیل‌ورث رود | ۴–۳   | جام فلادلیت       |
| ۲۵ آوریل ۱۹۶۴   | کنیل‌ورث رود | ۲–۱   | دسته سوم          |
| ۲۶ دسامبر ۱۹۶۴  | کنیل‌ورث رود | ۲–۴   | دسته سوم          |
| ۱۴ اوت ۱۹۶۸     | کنیل‌ورث رود | ۳–۰   | جام اتحادیه       |
| ۳۰ آوریل ۱۹۶۹   | کنیل‌ورث رود | ۲–۱   | دسته سوم          |
| ۱۳ فوریه ۱۹۷۱   | کنیل‌ورث رود | ۱–۰   | دسته دوم          |
| ۴ مارس ۱۹۷۲     | کنیل‌ورث رود | ۰–۰   | دسته دوم          |
| ۵ آوریل ۱۹۸۰    | کنیل‌ورث رود | ۱–۰   | دسته دوم          |
| ۱۹ اوت ۱۹۸۰     | کنیل‌ورث رود | ۱–۰   | دسته دوم          |
| ۲۶ سپتامبر ۱۹۸۱ | کنیل‌ورث رود | ۴–۱   | دسته دوم          |
| ۲۷ دسامبر ۱۹۸۲  | کنیل‌ورث رود | ۱–۰   | دسته اول          |
| ۷ ژانویه ۱۹۸۴   | کنیل‌ورث رود | ۲–۲   | جام حذفی          |
| ۲۸ آوریل ۱۹۸۴   | کنیل‌ورث رود | ۱–۲   | دسته اول          |
| ۲۰ اکتبر ۱۹۸۴   | کنیل‌ورث رود | ۳–۲   | دسته اول          |
| ۴ مارس ۱۹۸۵     | کنیل‌ورث رود | ۰–۰   | جام حذفی          |
| ۹ مارس ۱۹۸۵     | کنیل‌ورث رود | ۱–۰   | جام حذفی          |
| ۲۶ آوریل ۱۹۸۶   | کنیل‌ورث رود | ۳–۲   | دسته اول          |
| ۲۶ دسامبر ۱۹۸۶  | کنیل‌ورث رود | ۰–۲   | دسته اول          |
| ۲ مه ۱۹۸۸       | کنیل‌ورث رود | ۲–۱   | دسته اول          |
| ۲۹ نوامبر ۱۹۹۲  | کنیل‌ورث رود | ۲–۰   | دسته اول          |
| ۱۴ اوت ۱۹۹۳     | کنیل‌ورث رود | ۲–۱   | دسته اول          |
| ۲۶ مارس ۱۹۹۵    | کنیل‌ورث رود | ۱–۱   | دسته اول          |
| ۲۰ آوریل ۱۹۹۶   | کنیل‌ورث رود | ۰–۰   | دسته اول          |
| ۲۷ ژانویه ۱۹۹۷  | کنیل‌ورث رود | ۰–۰   | دسته دوم          |
| ۴ اکتبر ۱۹۹۷    | کنیل‌ورث رود | ۰–۴   | دسته دوم          |
| ۲ ژانویه ۲۰۰۶   | کنیل‌ورث رود | ۱–۲   | چمپیونشیپ         |
| ۱۷ آوریل ۲۰۲۱   | کنیل‌ورث رود | ۱–۰   | چمپیونشیپ         |

| بردهای لوتون تاون | تساوی‌ها | بردهای واتفورد |
| ----------------- | ------- | -------------- |
| ۳۶                | ۱۴      | ۱۰             |

### واتفورد در خانه
نتایج واتفورد در ابتدا آمده‌است.
| تاریخ           | ورزشگاه      | نتیجه | رقابت             |
| --------------- | ------------ | ----- | ----------------- |
| ۲ نوامبر ۱۸۹۸   | مارکت استریت | ۰–۱   | جام حذفی          |
| ۱۲ ژانویه ۱۹۰۱  | کَسیو رُود     | ۲–۰   | لیگ جنوبی دسته ۱  |
| ۱۶ نوامبر ۱۹۰۱  | کَسیو رُود     | ۱–۲   | جام حذفی          |
| ۲۲ فوریه ۱۹۰۲   | کَسیو رُود     | ۲–۰   | لیگ جنوبی دسته ۱  |
| ۲۲ نوامبر ۱۹۰۲  | کَسیو رُود     | ۰–۱   | لیگ جنوبی دسته ۱  |
| ۲۱ آوریل ۱۹۰۵   | کَسیو رُود     | ۳–۰   | لیگ جنوبی دسته ۱  |
| ۱۳ آوریل ۱۹۰۶   | کَسیو رُود     | ۱–۱   | لیگ جنوبی دسته ۱  |
| ۲۹ مارس ۱۹۰۷    | کَسیو رُود     | ۲–۲   | لیگ جنوبی دسته ۱  |
| ۱۷ آوریل ۱۹۰۸   | کَسیو رُود     | ۲–۱   | لیگ جنوبی دسته ۱  |
| ۹ آوریل ۱۹۰۹    | کَسیو رُود     | ۰–۳   | لیگ جنوبی دسته ۱  |
| ۲۲ سپتامبر ۱۹۰۹ | کَسیو رُود     | ۱–۱   | لیگ جنوبی دسته ۱  |
| ۲۶ دسامبر ۱۹۱۰  | کَسیو رُود     | ۱–۰   | لیگ جنوبی دسته ۱  |
| ۲۶ دسامبر ۱۹۱۱  | کَسیو رُود     | ۰–۱   | لیگ جنوبی دسته ۱  |
| ۲ آوریل ۱۹۱۵    | کَسیو رُود     | ۲–۴   | لیگ جنوبی دسته ۱  |
| ۲ آوریل ۱۹۲۰    | کَسیو رُود     | ۴–۲   | لیگ جنوبی دسته ۱  |
| ۲۵ مارس ۱۹۲۱    | کَسیو رُود     | ۱–۰   | دسته سوم جنوب     |
| ۸ آوریل ۱۹۲۲    | کَسیو رُود     | ۴–۱   | دسته سوم جنوبی    |
| ۱۸ نوامبر ۱۹۲۲  | ویکاریج رود  | ۲–۱   | دسته سوم جنوبی    |
| ۱۰ نوامبر ۱۹۲۳  | ویکاریج رود  | ۰–۰   | دسته سوم جنوبی    |
| ۲۵ دسامبر ۱۹۲۴  | ویکاریج رود  | ۱–۱   | دسته سوم جنوبی    |
| ۱۲ سپتامبر ۱۹۲۵ | ویکاریج رود  | ۲–۰   | دسته سوم جنوبی    |
| ۳۰ اکتبر ۱۹۲۶   | ویکاریج رود  | ۲–۱   | دسته سوم جنوبی    |
| ۲۴ سپتامبر ۱۹۲۷ | ویکاریج رود  | ۱–۰   | دسته سوم جنوبی    |
| ۲۰ اکتبر ۱۹۲۸   | ویکاریج رود  | ۳–۲   | دسته سوم جنوبی    |
| ۱۴ سپتامبر ۱۹۲۹ | ویکاریج رود  | ۰–۴   | دسته سوم جنوبی    |
| ۲۰ سپتامبر ۱۹۳۰ | ویکاریج رود  | ۱–۰   | دسته سوم جنوبی    |
| ۱۳ دسامبر ۱۹۳۰  | ویکاریج رود  | ۳–۱   | جام حذفی          |
| ۱۳ آوریل ۱۹۳۲   | ویکاریج رود  | ۳–۱   | دسته سوم جنوبی    |
| ۲۲ اکتبر ۱۹۳۲   | ویکاریج رود  | ۴–۱   | دسته سوم جنوبی    |
| ۳ مارس ۱۹۳۴     | ویکاریج رود  | ۰–۱   | دسته سوم جنوبی    |
| ۲۳ مارس ۱۹۳۵    | ویکاریج رود  | ۲–۲   | دسته سوم جنوبی    |
| ۹ نوامبر ۱۹۳۵   | ویکاریج رود  | ۱–۳   | دسته سوم جنوبی    |
| ۲۰ فوریه ۱۹۳۷   | ویکاریج رود  | ۱–۳   | دسته سوم جنوبی    |
| ۱۹ اکتبر ۱۹۶۳   | ویکاریج رود  | ۲–۰   | دسته سوم          |
| ۲۸ دسامبر ۱۹۶۴  | ویکاریج رود  | ۲–۰   | دسته سوم          |
| ۵ اکتبر ۱۹۶۸    | ویکاریج رود  | ۱–۰   | دسته سوم          |
| ۱۲ دسامبر ۱۹۷۰  | ویکاریج رود  | ۰–۱   | دسته دوم          |
| ۱۳ نوامبر ۱۹۷۱  | ویکاریج رود  | ۲–۱   | دسته دوم          |
| ۲۶ دسامبر ۱۹۷۹  | ویکاریج رود  | ۰–۱   | دسته دوم          |
| ۱۱ نوامبر ۱۹۸۰  | ویکاریج رود  | ۰–۱   | دسته دوم          |
| ۲۰ فوریه ۱۹۸۲   | ویکاریج رود  | ۱–۱   | دسته دوم          |
| ۴ آوریل ۱۹۸۳    | ویکاریج رود  | ۵–۲   | دسته اول          |
| ۲۶ نوامبر ۱۹۸۳  | ویکاریج رود  | ۱–۲   | دسته اول          |
| ۱۰ ژانویه ۱۹۸۴  | ویکاریج رود  | ۴–۳   | جام حذفی          |
| ۶ مارس ۱۹۸۵     | ویکاریج رود  | ۲–۲   | جام حذفی          |
| ۱۹ مارس ۱۹۸۵    | ویکاریج رود  | ۳–۰   | دسته اول          |
| ۲۳ نوامبر ۱۹۸۵  | ویکاریج رود  | ۱–۲   | دسته اول          |
| ۲۱ آوریل ۱۹۸۷   | ویکاریج رود  | ۲–۰   | دسته اول          |
| ۱۲ دسامبر ۱۹۸۷  | ویکاریج رود  | ۰–۱   | دسته اول          |
| ۱۵ سپتامبر ۱۹۹۲ | ویکاریج رود  | ۰–۰   | جام انگلو-ایتالین |
| ۳ آوریل ۱۹۹۳    | ویکاریج رود  | ۰–۰   | دسته اول          |
| ۳۱ اوت ۱۹۹۳     | ویکاریج رود  | ۲–۱   | جام انگلو-ایتالین |
| ۱۹ دسامبر ۱۹۹۳  | ویکاریج رود  | ۲–۲   | دسته اول          |
| ۱۷ سپتامبر ۱۹۹۴ | ویکاریج رود  | ۲–۴   | دسته اول          |
| ۲۱ نوامبر ۱۹۹۵  | ویکاریج رود  | ۱–۱   | دسته اول          |
| ۲۹ اکتبر ۱۹۹۶   | ویکاریج رود  | ۱–۱   | دسته دوم          |
| ۱۴ فوریه ۱۹۹۸   | ویکاریج رود  | ۱–۱   | دسته دوم          |
| ۱۰ سپتامبر ۲۰۰۲ | ویکاریج رود  | ۱–۲   | جام اتحادیه       |
| ۹ آوریل ۲۰۰۶    | ویکاریج رود  | ۱–۱   | چمپیونشیپ         |
| ۲۶ سپتامبر ۲۰۲۰ | ویکاریج رود  | ۱–۰   | چمپیونشیپ         |

| بردهای لوتون تاون | تساوی‌ها | بردهای واتفورد |
| ----------------- | ------- | -------------- |
| ۱۸                | ۱۵      | ۲۷             |

## جام ریگبی-تیلور
جام ریگبی-تیلور رقابتی بود که در فاصله سال‌های ۱۹۵۳ تا ۱۹۶۲ برگزار شد تا «رقابت‌های دوستانه بین لوتون تاون و واتفورد، پایه و اساسی سازمان‌یافته و رسمی داشته باشد». این مسابقه سالانه در سال ۱۹۵۳ پایه‌گذاری شد، زمانیکه واتفورد نورافکن‌ها را در زمین خانگی‌اش، ویکاریج رود نصب کرد. به همین مناسبت، تصمیم گرفته شد تا مسابقه‌ای با نورافکن‌های جدید مقابل لوتون تاون برگزار شود که از سال ۱۹۳۷، تقابلی در قالب یک بازی رسمی با آنها نداشتند. توافق شد تا رقابت‌ها رفت و برگشتی باشد و با عنوان «جام دعوت باشگاه فوتبال واتفورد»، اولین بازی در ۱۳ اکتبر ۱۹۵۳ برگزار شد و نتیجه، تساوی ۱–۱ در ویکاریج رود بود. در زمان برگزاری بازی دوم در ۲۴ مارس ۱۹۵۴، نام رقابت‌ها به افتخار رئیس واتفورد، تی. ریگبی-تیلور، تغییر یافت و «جام ریگبی-تیلور» نام گرفت. کنیل‌ورث رود، میزبان بازی برگشت و لوتون تاون با نتیجه ۴–۱، پیروز آن بود و با پیروزی ۵–۲ در مجموع، قهرمان اولین دوره از این جام شد.
پس از فصل اول، سیستم رفت و برگشتی با یک تک‌بازی به میزبانی ویکاریج رود جایگزین شد. از سال ۱۹۵۸ تا ۱۹۶۱ به دلیل برنامه‌های جام حذفی و لیگ، این جام به حال تعلیق درآمد. پس از آن به مدت دو فصل برگزار شد، تا آنکه در سال ۶۳–۱۹۶۲ به دلیل شرایط آب و هوایی نامناسب لغو شد و هرگز ادامه نیافت.

### نتایج
هفت بازی در طول شش دوره از این مسابقات برگزار شد: اولین مسابقه در فصل ۵۴–۱۹۵۳، رفت و برگشتی برگزار شد، اما باقی پنج مسابقه، تک بازی بود. چهار پیروزی سهم لوتون، دو برد برای واتفورد و نتیجه یک بازی مساوی شد. جام رقابت‌ها، نقره‌ای و به ارتفاع ۱۲ اینچ (۳۰ سانتی‌متر) با دو دسته بود که آخرین بار توسط واتفورد به دست آمد و از آن زمان تاکنون، آن را برای خود حفظ کرده‌است.
| فصل     | تاریخ                                                                | ورزشگاه                                                              | میزبان                                                               | نتیجه                                                                | مهمان                                                                |
| ------- | -------------------------------------------------------------------- | -------------------------------------------------------------------- | -------------------------------------------------------------------- | -------------------------------------------------------------------- | -------------------------------------------------------------------- |
| ۵۴–۱۹۵۳ | ۱۳ اکتبر ۱۹۵۳                                                        | ویکاریج رود                                                          | واتفورد                                                              | ۱–۱                                                                  | لوتون تاون                                                           |
| ۵۴–۱۹۵۳ | ۲۴ مارس ۱۹۵۴                                                         | کنیل‌ورث رود                                                          | لوتون تاون                                                           | ۴–۱                                                                  | واتفورد                                                              |
| ۵۴–۱۹۵۳ | لوتون تاون در مجموع دو بازی رفت و برگشت ۵–۲ پیروز شد.                |                                                                      |                                                                      |                                                                      |                                                                      |
| ۵۵–۱۹۵۴ | ۱۴ مارس ۱۹۵۵                                                         | ویکاریج رود                                                          | واتفورد                                                              | ۰–۲                                                                  | لوتون تاون                                                           |
| ۵۶–۱۹۵۵ | ۱۲ مارس ۱۹۵۶                                                         | ویکاریج رود                                                          | واتفورد                                                              | ۰–۲                                                                  | لوتون تاون                                                           |
| ۵۷–۱۹۵۶ | ۲۶ ژانویه ۱۹۵۷                                                       | ویکاریج رود                                                          | واتفورد                                                              | ۳–۴                                                                  | لوتون تاون                                                           |
| ۵۸–۱۹۵۷ | به دلیل فشردگی برنامه‌های لیگ و جام حذفی، مسابقات به حال تعلیق درآمد. | به دلیل فشردگی برنامه‌های لیگ و جام حذفی، مسابقات به حال تعلیق درآمد. | به دلیل فشردگی برنامه‌های لیگ و جام حذفی، مسابقات به حال تعلیق درآمد. | به دلیل فشردگی برنامه‌های لیگ و جام حذفی، مسابقات به حال تعلیق درآمد. | به دلیل فشردگی برنامه‌های لیگ و جام حذفی، مسابقات به حال تعلیق درآمد. |
| ۵۹–۱۹۵۸ | به دلیل فشردگی برنامه‌های لیگ و جام حذفی، مسابقات به حال تعلیق درآمد. | به دلیل فشردگی برنامه‌های لیگ و جام حذفی، مسابقات به حال تعلیق درآمد. | به دلیل فشردگی برنامه‌های لیگ و جام حذفی، مسابقات به حال تعلیق درآمد. | به دلیل فشردگی برنامه‌های لیگ و جام حذفی، مسابقات به حال تعلیق درآمد. | به دلیل فشردگی برنامه‌های لیگ و جام حذفی، مسابقات به حال تعلیق درآمد. |
| ۶۰–۱۹۵۹ | به دلیل فشردگی برنامه‌های لیگ و جام حذفی، مسابقات به حال تعلیق درآمد. | به دلیل فشردگی برنامه‌های لیگ و جام حذفی، مسابقات به حال تعلیق درآمد. | به دلیل فشردگی برنامه‌های لیگ و جام حذفی، مسابقات به حال تعلیق درآمد. | به دلیل فشردگی برنامه‌های لیگ و جام حذفی، مسابقات به حال تعلیق درآمد. | به دلیل فشردگی برنامه‌های لیگ و جام حذفی، مسابقات به حال تعلیق درآمد. |
| ۶۱–۱۹۶۰ | ۲۰ مارس ۱۹۶۱                                                         | ویکاریج رود                                                          | واتفورد                                                              | ۲–۱                                                                  | لوتون تاون                                                           |
| ۶۲–۱۹۶۱ | ۳۰ آوریل ۱۹۶۲                                                        | ویکاریج رود                                                          | واتفورد                                                              | ۲–۰                                                                  | لوتون تاون                                                           |
| ۶۳–۱۹۶۲ | به دنبال برف سنگین، بازی لغو شد.                                     | به دنبال برف سنگین، بازی لغو شد.                                     | به دنبال برف سنگین، بازی لغو شد.                                     | به دنبال برف سنگین، بازی لغو شد.                                     | به دنبال برف سنگین، بازی لغو شد.                                     |

### گلزنان
در این رقابت‌ها ۲۳ گل به ثمر رسید، ۱۴ گل برای لوتون و ۹ گل برای واتفورد؛ گردن ترنر از لوتون تاون در همه هفت بازی به میدان رفت و با پنج گل برترین گلزن رقابت‌ها است.
| نام         | گل‌ها |
| ----------- | ---- |
| گردن ترنر   | ۵    |
| جان گرووز   | ۲    |
| جرج مک‌لود   | ۲    |
| برت میچل    | ۱    |
| جیم پمبرتون | ۱    |
| جیمی ادم    | ۱    |
| جرج کامینز  | ۱    |
| گل به خودی  | ۱    |
| مجموع       | ۱۴   |

| نام          | گل‌ها |
| ------------ | ---- |
| تام براون    | ۱    |
| تامی پترسون  | ۱    |
| تامی اندرسون | ۱    |
| جرج کتلف     | ۱    |
| پیتر واکر    | ۱    |
| جان میدوز    | ۱    |
| کلیف هولتون  | ۱    |
| فردی بانس    | ۱    |
| سمی چانگ     | ۱    |
| مجموع        | ۹    |

## یادداشت
1. ↑  لوتون تاون، سهمیه جام یوفا را برای فصل ۸۹–۱۹۸۸ با قهرمانی در فینال سال ۱۹۸۸ از جام اتحادیه کسب کرد، اما قادر به شرکت در این رقابت‌ها نشد چرا که پس از فاجعه هیزل باشگاه‌های انگلیس جریمه و از حضور در رقابت‌های اروپایی محروم شدند.[۱۸][۱۹]

## واژه‌نامه
1. ↑  Beds–Herts Derby
2. ↑  M1 Derby
3. ↑  Vicarage Meadow
4. ↑  Power Court Stadium
5. ↑  Bushey Golf Club
6. ↑  Rigby-Taylor Cup

### کتب مرتبط
- Bailey, Steve (December 1997). The Definitive Luton Town F.C. Nottingham: Soccerdata. ISBN 1-899468-10-2.
- Collings, Timothy (1985). The Luton Town Story 1885–1985. Luton: Luton Town F.C. ISBN 0-9510679-0-7.
- Hayes, Dean P. (November 2002). Completely Top Hatters!. Dunstable: The Book Castle. ISBN 1-903747-27-9.
- Jones, Trefor (1998). Watford Season by Season. Twickenham: T.G. Jones. ISBN 0-9527458-1-X.
- Phillips, Oliver (1991). The Official Centenary History of Watford Football Club 1881–1991. Watford: Watford F.C. ISBN 0-9509601-6-0.
- Rundle, Richard. "Football Club History Database – Luton Town". Football Club History Database. Archived from the original on 29 May 2008. Retrieved 2009-05-29.
- Rundle, Richard. "Football Club History Database – Watford". Football Club History Database. Retrieved 2009-05-29.
- "Soccerbase". Centurycomm. Retrieved 2009-05-29.